# Liu Xiang (erudit)
Liu Xiang (xinès tradicional: 劉向, xinès simplificat: 刘向, pinyin: Liú Xiàng, Wade-Giles: Liu Hsiang, nom personal literalment "Director" de cognom Liú) (79-8 aEC), nascut Liu Gengsheng (劉更生), nom de cortesia o estilitzat Zizheng (xinès tradicional: 子政, xinès simplificat: 子政, pinyin: Zǐzhèng, literalment "Fill del Govern"), va ser un famós erudit confucià del període de la Dinastia Han Occidental. Ell va nàixer a Xuzhou i era parent de Liu Bang, el fundador de la dinastia Han. El seu fill, Liu Xin, va desenvolupar el sistema astronòmic de la "Triple Concordança".
Liu va compilar el primer catàleg de la biblioteca imperial (別錄/别录) i fou el primer editor del Shan Hai Jing (acabat pel seu fill). En va ser un col·leccionista prodigiós d'històries antigues, les quals va compilar en el Zhan Guo Ce, el Xinxu (新序, "Prefacis Nous"), el Shuoyuan (說苑, "Jardí de Relats"), el Lienü Zhuan, i probablement el Liexian Zhuan.
En el 26 aEC l'emperador Han Chengdi li va ordenar de reorganitzar la descuidada biblioteca imperial. Açò es va ser fet amb l'ajut de Liu Xin, que va completar aquesta tasca després de la mort del seu pare. Així, en la història cultural de la dinastia Han, el Liu van esdevenir la segona família més famosa després de Sima Tan i Sima Qian. Se'ls acredita la creació de les formes canòniques dels textos clàssics, alguns dels quals eren incontestables fins al descobriment Guodian de 1993.